# Peter Kingsbery
Peter Kingsbery (Phoenix, 2 de diciembre de 1952) es un cantautor estadounidense, uno de los fundadores de la banda Cock Robin en los 1980s. Después de que la banda se rompiera cerca de los 1990s, continuó su carrera en solitario, lanzando cuatro álbumes durante esta década.

## Discografía
- 1991: A Different Man
- 1995: Once In A Million
- 1997: Pretty Ballerina
- 2002: Mon Inconnue